# 아디다스 텔스타

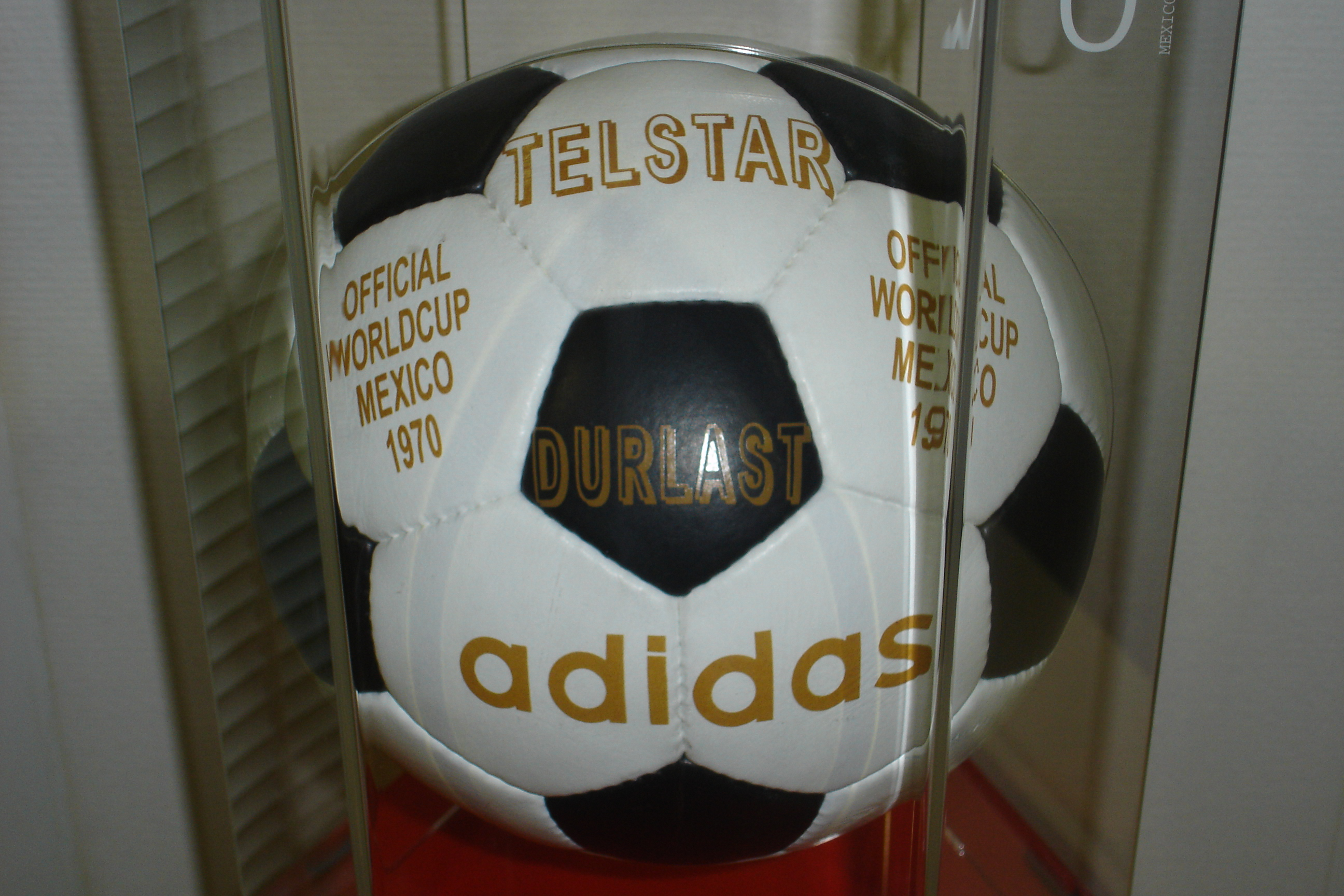
1970년 월드컵의 텔스타

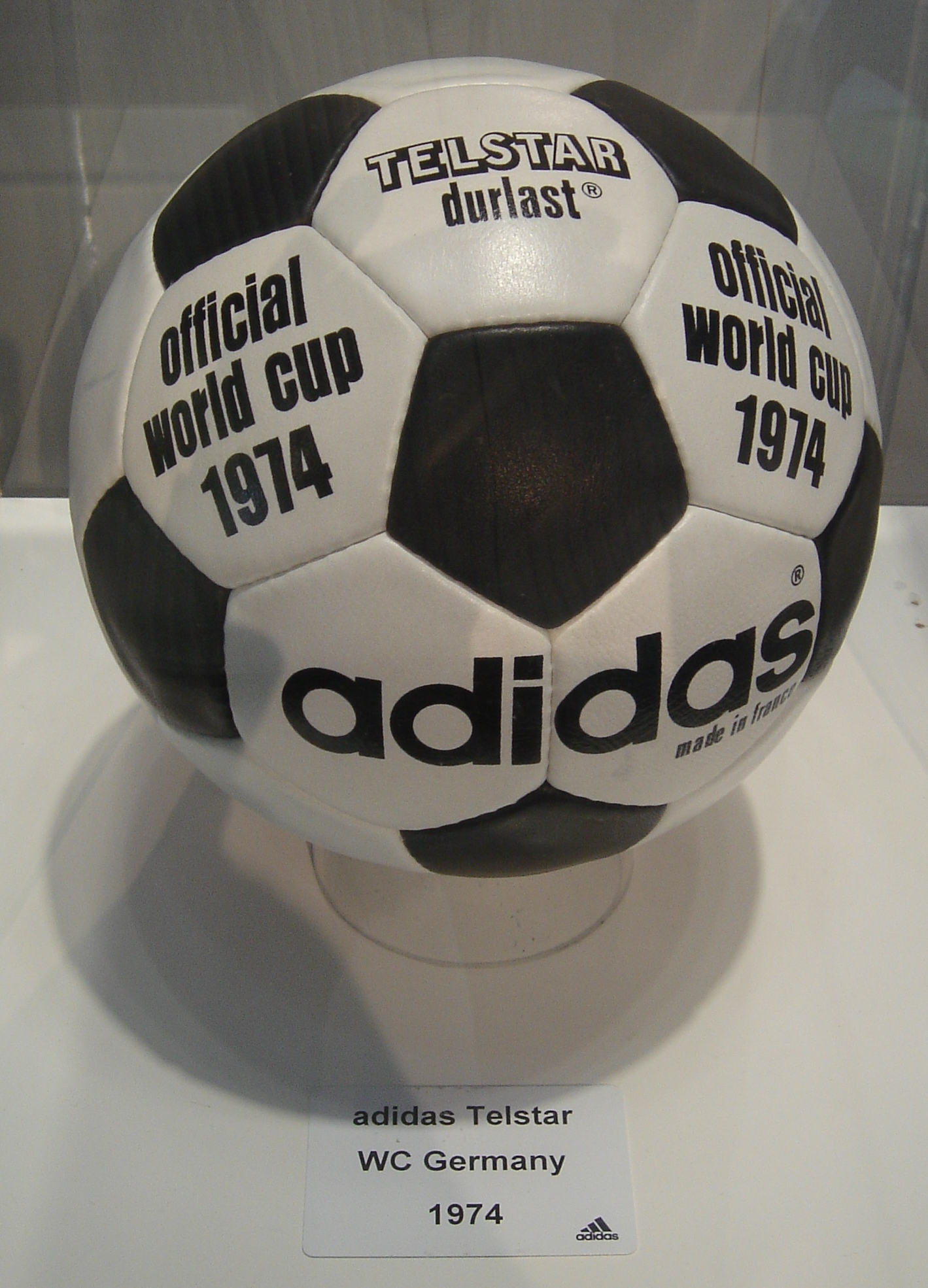
1974년 월드컵의 텔스타

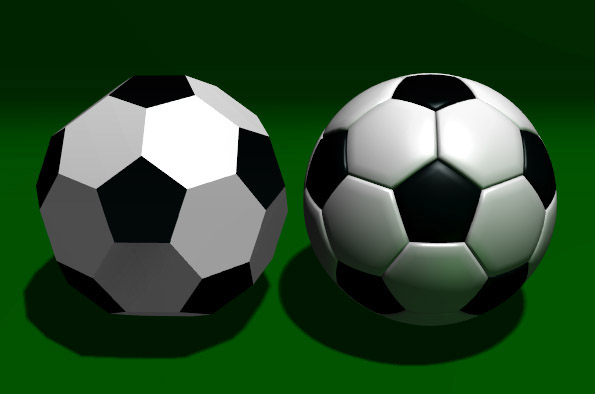
깎은 정이십면체와 텔스타 모형

텔스타(Telstar)는 멕시코가 개최한 1970년 FIFA 월드컵과 서독이 개최한 1974년 FIFA 월드컵의 공식 경기구로, 아디다스가 제작하였다.
1970년 FIFA 월드컵부터 공식 경기구 제도가 도입되었는데, 이때 사용된 최초의 공식 경기구가 텔스타이다.
1970년 월드컵이 최초로 위성 생중계되면서 '텔레비전 속의 별'이라는 뜻의 '텔스타'라는 이름을 얻었다.
12개의 검은색 오각형과 20개의 흰색 육각형 조각들로 이루어져 있는 이 디자인은 탱고와 함께 대표적인 형태의 축구공 디자인이다.

## 1974년 FIFA 월드컵 공식 경기구
1974년 FIFA 월드컵에서도 1970년 대회에 이어 텔스타가 공식 경기구로 사용되었으며 칠레(Chile)도 텔스타와 함께 공식 경기구로 인정받아 2개의 공이 사용되었다. 칠레는 텔스타와 디자인만 달랐는데 모든 조각들이 흰색이었다.

## 같이 보기
- FIFA 월드컵 공식 경기구
- 아디다스 텔스타 18